# Поденцано
Поденцано (итал. Podenzano) —  коммуна в Италии, располагается в регионе Эмилия-Романья, подчиняется административному центру Пьяченца.
Население составляет 8269 человек (на 2005 г.), плотность населения составляет 170 чел./км². Занимает площадь 44,58 км². Почтовый индекс — 29027. Телефонный код — 0523.
Покровителем населённого пункта считается San Giovanni Bosco. Праздник ежегодно празднуется 31 января.

## Города-побратимы
- Хайдудорог, Венгрия